# Institute of Real Estate Management
Institute of Real Estate Management, IREM – Instytut Zarządzania Nieruchomościami, międzynarodowe stowarzyszenie zrzeszające zarządców nieruchomości założone w 1933 roku w Chicago w USA.
W skład stowarzyszenia wchodzi 88 oddziałów: 80 w USA, pozostałe 8 w Brazylii, Kanadzie, Japonii, Korei, Polsce oraz Rosji. Stowarzyszenie zrzesza ponad 18 000 członków indywidualnych oraz 500 członków korporacyjnych. Stowarzyszenie w ramach swojej statutowej działalności m.in. wydaje branżowe publikacje, organizuje szkolenia oraz nadaje tytuł Dyplomowanego Zarządcy Nieruchomości (CPM – Certified Property Manager).

## IREMw Polsce
Polski oddział IREM (Chapter 109) został zarejestrowany w 1998 roku w Chicago, a w 1999 roku uzyskał  osobowość prawną w Polsce. Siedziba stowarzyszenia mieści się w Warszawie. Pod koniec 2007 roku zrzeszało 16 członków z tytułem CPM oraz 5 ze statusem CPM Candidate.